# Calanzanus
Calanzanus (italià Calangianus) és un municipi italià, dins de la província de Sàsser. L'any 2007 tenia 4.489 habitants. Es troba a la regió de Gal·lura. Limita amb els municipis de Berchidda, Luras, Monti, Sant'Antonio di Gallura, Telti i Tempio Pausania.

## Administració
| Període | Identitat     | Partit        |
| ------- | ------------- | ------------- |
| 2005-   | Antonio Scano | Llista cívica |